# Vienna lager
Vienna lager è uno stile birrario tipicamente austriaco, inventato nel 1840 da Anton Dreher. Le birre di tipo Vienna, in realtà una semplice variante della classica tipologia lager, si caratterizzano generalmente per il colore ambrato, il gusto delicato e un tasso alcolico di buon tenore.
A partire dalla sua invenzione e per tutto il XIX secolo, questo stile di birre ha riscosso notevole successo in Europa, specialmente in Italia, ma da molti anni il suo mercato è in netto declino e la sua diffusione è quasi scomparsa. Al giorno d'oggi sono più reperibili Vienna lager provenienti dal Messico (come la Dos Equis e la Negra Modelo), risultato delle emigrazioni austriache dell'800 verso l'America Settentrionale e Centrale.